# Eupithecia hesperina
Eupithecia hesperina es una especie de polilla de la familia Geometridae. La especie fue descrita por primera vez por Mironov y Galsworthy habiendo sido descrita en 2004, con distribución en la provincia de Shanxi, China. El holotipo, un espécimen macho adulto, fue recolectado a una altitud de 2000 metros (6561,7 pies) sobre el nivel del mar. Es una polilla pequeña con una envergadura de unos 17 milímetros (0,7 plg). 